# Liste der Kulturgüter in Mattstetten
Die Liste der Kulturgüter in Mattstetten enthält alle Objekte in der Gemeinde Mattstetten im Kanton Bern, die gemäss der Haager Konvention zum Schutz von Kulturgut bei bewaffneten Konflikten, dem Bundesgesetz vom 20. Juni 2014 über den Schutz der Kulturgüter bei bewaffneten Konflikten sowie der Verordnung vom 29. Oktober 2014 über den Schutz der Kulturgüter bei bewaffneten Konflikten unter Schutz stehen.
Objekte der Kategorie A sind vollständig in der Liste enthalten, Objekte der Kategorie B sind im Gemeindegebiet nicht ausgewiesen, Objekte der Kategorie C fehlen zurzeit (Stand: 19. März 2024). Unter übrige Baudenkmäler sind geschützte Objekte zu finden, die im Bauinventar des Kantons Bern als «schützenswert» verzeichnet sind.

## Kulturgüter
| Foto |                                                       | Objekt                     | Kat. | Typ | Standort                               | Beschreibung |
| ---- | ----------------------------------------------------- | -------------------------- | ---- | --- | -------------------------------------- | --- |
| ja   | Datei hochladen · Wikidata zu Dorfbrunnen (Q19362655) | Dorfbrunnen KGS-Nr.: 09493 | A    | K   | Jegenstorfstrasse N.N. 605698 / 208774 | Im Jahr 1780 errichteter frühklassizistischer Dorfbrunnen aus Jurakalkstein. Der vor dem Gebäude Jegenstorfstrasse 33 stehende Brunnen besitzt einen lang gezogenen Trog, ein als Dreipass ausgeformtes kleineres Becken und einen vierkantigen Brunnenstock mit Maske. |

## Übrige Baudenkmäler
Hinweis: Anstelle der KGS-Nummer wird als Objekt-Identifikator (ID) die Grundstücksnummer verwendet.
| ID  | Foto |                                                                              | Objekt                          | Typ | Standort                              | Beschreibung |
| --- | ---- | ---------------------------------------------------------------------------- | ------------------------------- | --- | ------------------------------------- | ------------ |
| 34  | ja   | Datei hochladen · Wikidata zu Ehemaliges Bauernhaus (1815/16) (Q126249378)   | Ehemaliges Bauernhaus (1815/16) | G   | Jegenstorfstrasse 33 605682 / 208780  |              |
| 34  | ja   | Datei hochladen · Wikidata zu Speicher (um 1820) (Q126249380)                | Speicher (um 1820)              | G   | Jegenstorfstrasse 33a 605697 / 208809 |              |
| 59  | ja   | Datei hochladen · Wikidata zu Bauernhaus (1844) (Q126249381)                 | Bauernhaus (1844)               | G   | Scheuergasse 4 605719 / 208752        |              |
| 59  | ja   | Datei hochladen · Wikidata zu Stöckli (1797) (Q126249384)                    | Stöckli (1797)                  | G   | Scheuergasse 4c 605699 / 208704       |              |
| 59  | ja   | Datei hochladen · Wikidata zu Speicher (Mitte 18. Jh.) (Q126249386)          | Speicher (Mitte 18. Jh.)        | G   | Scheuergasse 4d 605721 / 208704       |              |
| 70  | ja   | Datei hochladen · Wikidata zu Bauernhaus (1853–1858) (Q126249389)            | Bauernhaus (1853–1858)          | G   | Bäriswilstrasse 17 605880 / 208708    |              |
| 70  | ja   | Datei hochladen · Wikidata zu Speicher (1706) (Q126249390)                   | Speicher (1706)                 | G   | Bäriswilstrasse 17b 605909 / 208724   |              |
| 71  | ja   | Datei hochladen · Wikidata zu Bauernhaus (1914/1918) (Q126249391)            | Bauernhaus (1914/1918)          | G   | Bäriswilstrasse 19 605782 / 208787    |              |
| 71  | ja   | Datei hochladen · Wikidata zu Stöckli (1847) (Q126249393)                    | Stöckli (1847)                  | G   | Bäriswilstrasse 19b 605802 / 208762   |              |
| 111 | ja   | Datei hochladen · Wikidata zu Schlössli Mattstetten (1779–1781) (Q126249394) | Schlössli (1779–1781)           | G   | Bäriswilstrasse 15 605979 / 208527    |              |
| 161 | ja   | Datei hochladen · Wikidata zu Speicher (1748) (Q126249396)                   | Speicher (1748)                 | G   | Jegenstorfstrasse 23a 605748 / 208869 |              |
| 187 | ja   | Datei hochladen · Wikidata zu Bauernhaus Schürguet (1932) (Q126249398)       | Bauernhaus Schürguet (1932)     | G   | Scheuergasse 8 605604 / 208355        |              |
| 199 | ja   | Datei hochladen · Wikidata zu Heidenstock (um 1600) (Q126249400)             | Heidenstock (um 1600)           | G   | Bäriswilstrasse 5 605760 / 208712     |              |
| 244 | ja   | Datei hochladen · Wikidata zu Ehemaliges Bauernhaus (um 1800) (Q126249401)   | Ehemaliges Bauernhaus (um 1800) | G   | Jegenstorfstrasse 24 605696 / 208885  |              |
| 549 | ja   | Datei hochladen · Wikidata zu Bauernhaus (1856) (Q126249403)                 | Bauernhaus (1856)               | G   | Urtenenstrasse 1 605300 / 208750      |              |